# Обрывка
Обрывка (укр. Обривка) — село в Новокаховской городской общине Каховского района Херсонской области Украины.
Население по переписи 2001 года составляло 586 человек. Почтовый индекс — 74994. Телефонный код — 5549. Код КОАТУУ — 6510790805.

## Местный совет
74991, Херсонская обл., Новокаховский городской совет, пос. Райское, ул. Ленина, 7